# Boheme (album)
Boheme is het tweede album van de Franse muziekgroep Deep Forest. Het album werd op 20 juni 1995 uitgebracht en telt 12 nummers.
Het album bevat elektronische muziek gemixt met samples van Oost-Europese zigeunermuziek, de zogeheten bohemiens. Er zijn van dit album twee singles uitgebracht: "Marta's Song" en "Freedom Cry". Boheme werd met 4 miljoen verkochte exemplaren het meest succesvolle album van Deep Forest. De groep won diamant, platinum, en goud in 15 landen, en ontving uiteindelijk in 1995 een Grammy Award voor Best World Music Album.

## Nummers
Het album bevat de volgende nummers:

| Nr. | Titel                                  | Duur |
| --- | -------------------------------------- | ---- |
| 1.  | Anasthasia                             | 1:48 |
| 2.  | Bohemian Ballet                        | 5:15 |
| 3.  | Marta's Song (met Márta Sebestyén)     | 4:13 |
| 4.  | Gathering                              | 4:39 |
| 5.  | Lament                                 | 3:09 |
| 6.  | Bulgarian Melody (met Márta Sebestyén) | 3:09 |
| 7.  | Deep Folk Song                         | 1:13 |
| 8.  | Freedom Cry (met Károly Rostás)        | 3:17 |
| 9.  | Twosome (met Márta Sebestyén)          | 4:06 |
| 10. | Café Europa                            | 4:17 |
| 11. | Katharina                              | 2:53 |
| 12. | Boheme                                 | 4:37 |

## Medewerkers
- Eric Mouquet – producent
- Michel Sanchez - producent